# Essonne (departement)
Essonne (91) is een Frans departement, gelegen in de regio Île-de-France. De prefectuur is Évry-Courcouronnes.

## Geschiedenis
Het departement Essonne is op 1 januari 1968 gecreëerd, door uitvoering van de wet van 10 juli 1964, uitgaande van het zuidelijke deel van het oude departement Seine-et-Oise. Het departement werd vernoemd naar de rivier de Essonne.

## Geografie
Essonne wordt omgeven door de volgende departementen (de eerste vier in Île-de-France, de twee laatste in Centre-Val de Loire): Yvelines (ten noordwesten), Hauts-de-Seine (ten noorden), Val-de-Marne (ten noordoosten), Seine-et-Marne (ten oosten), Loiret (ten zuiden) en Eure-et-Loir (ten zuidwesten).
Essonne bestaat uit de drie arrondissementen:
- Arrondissement Étampes
- Arrondissement Évry
- Arrondissement Palaiseau

Essonne telt 21 kantons:
- Kantons van Essonne

Essonne telt 194 gemeenten:
- Lijst van gemeenten in het departement Essonne

## Demografie

### Demografische evolutie sinds 1962
| Naam       | Index 1962 | Index 1968 | Index 1975 | Index 1982 | Index 1990 | Index 1999 | Index 2008 | Index 2019 |
| ---------- | ---------- | ---------- | ---------- | ---------- | ---------- | ---------- | ---------- | ---------- |
| Essonne    | 100,0      | 140,7      | 192,8      | 206,4      | 226,6      | 236,9      | 251,9      | 271,0      |
| Frankrijk* | 100,0      | 107,1      | 113,3      | 117,0      | 121,9      | 126,0      | 133,8      | 140,1      |

| Naam       | Inw./Km² 1962 | Inw./km² 1968 | Inw./km² 1975 | Inw./km² 1982 | Inw./km² 1990 | Inw./km² 1999 | Inw./km² 2008 | Inw./km² 2019 |
| ---------- | ------------- | ------------- | ------------- | ------------- | ------------- | ------------- | ------------- | ------------- |
| Essonne    | 265,3         | 373,2         | 511,7         | 547,7         | 601,3         | 628,7         | 668,4         | 721,4         |
| Frankrijk* | 84,2          | 90,1          | 95,4          | 98,5          | 102,7         | 106,1         | 112,7         | 119,7         |

Frankrijk* = exclusief overzeese gebieden
Bron: Recensement Populaire INSEE - 1962 tot 1999 population sans doubles comptes, nadien Population Municipale
Op 1 januari 2022 had Essonne 1.324.546 inwoners.

### De 10 grootste gemeenten in het departement
| #  | Gemeente                  | Aantal inwoners (2022) |
| -- | ------------------------- | ---------------------- |
| 1  | Évry-Courcouronnes        | 66.700                 |
| 2  | Corbeil-Essonnes          | 53.712                 |
| 3  | Massy                     | 50.597                 |
| 4  | Savigny-sur-Orge          | 37.775                 |
| 5  | Athis-Mons                | 36.451                 |
| 6  | Palaiseau                 | 36.067                 |
| 7  | Sainte-Geneviève-des-Bois | 35.714                 |
| 8  | Vigneux-sur-Seine         | 31.233                 |
| 9  | Viry-Châtillon            | 31.112                 |
| 10 | Ris-Orangis               | 30.283                 |